# Politopo de medida
En geometría, un politopo de medida es un análogo n-dimensional del cuadrado (n = 2) y del cubo (n = 3). Es una figura cerrada convexa que consiste en grupos de segmentos de líneas paralelas opuestas, alineados en cada una de las dimensiones y en ángulos rectos respecto de los restantes.
Un punto es un politopo de medida de dimensión cero. Si movemos este punto una unidad de longitud, trazará un segmento que es el politopo de medida de dimensión uno. Si este segmento se mueve en toda su longitud en una dirección perpendicular a sí mismo, trazará un cuadrado de dos dimensiones. Si se mueve el cuadrado en una unidad de longitud en dirección perpendicular a la del plano en que yace, se generará un cubo tridimensional. Esto puede gneralizarse a cualquier número de dimensiones. Por ejemplo, si movemos el cubo una unidad de longitud en la cuarta dimensión, obtenemos un hipercubo o teseracto.
La de los politopos de medida es una de las pocas familias de politopos regulares representada en cualquier número de dimensiones.
Un politopo de medida de dimensión n tiene 2n "lados": una línea unidimensional tiene dos puntos extremos, un cuadrado bidimensional tiene 4 lados, un cubo tridimensional tiene 6 caras, un teseracto tetradimensional tiene 8 celdas. El número de vértices de un politopo de medida es 2n (por ejemplo, un cubo tiene 23 vértices).
El número de politopos de medida m-dimensionales en la envoltura de un politopo de medida n-dimensional es
{\displaystyle 2^{n-m}{n \choose m}.}
Por ejemplo, la envoltura de un hipercubo contiene 8 cubos, 24 cuadrados, 32 líneas y 16 vértices.
El politopo dual de un politopo de medida se llama politopo de cruce.